# Ołeksandr Sajenko
Ołeksandr Serhijowycz Sajenko, ukr. Олександр Сергійович Саєнко (ur. 29 lutego 1984 w Kijowie) – ukraiński urzędnik państwowy, w latach 2016–2019 minister.

## Życiorys
Absolwent prawoznawstwa na Narodowym Uniwersytecie Państwowej Służby Podatkowej Ukrainy (2006). Pracował na różnych stanowiskach w administracji publicznej, głównie w agencji ds. służby cywilnej. Później zatrudniony jako konsultant w organizacjach pozarządowych. W marcu 2015 objął obowiązki kierownika sekretariatu przewodniczącego Rady Najwyższej Wołodymyra Hrojsmana. Gdy dotychczasowy przewodniczący parlamentu w kwietniu 2016 został nowym premierem, Ołeksandr Sajenko w jego rządzie otrzymał nominację na ministra gabinetu ministrów. Zakończył urzędowanie w sierpniu 2019.